# Savigny-en-Véron
Savigny-en-Véron è un comune francese di 1 538 abitanti situato nel dipartimento dell'Indre e Loira nella regione del Centro-Valle della Loira.

## Storia

### Simboli
Lo stemma comunale è stato creato nel 1990.
La sanguinerola (Phoxinus phoxinus), in francese vairon, ha assonanza con il toponimo.

## Società

### Evoluzione demografica
Abitanti censiti